# 10284 Damienlemay
10284 Damienlemay eller 1981 QY2 är en asteroid i huvudbältet som upptäcktes den 24 augusti 1981 av den belgiske astronomen Henri Debehogne vid La Silla-observatoriet. Den är uppkallad efter Damien Lemay.
Asteroiden har en diameter på ungefär 7 kilometer och den tillhör asteroidgruppen Koronis.